# Jairo O'Neil
Jairo Sebastián O'Neil López (Paso de los Toros, Departamento de Tacuarembó, Uruguay; 31 de julio de 2001) es un futbolista uruguayo. Juega como lateral por izquierda y su primer equipo fue Peñarol. Actualmente milita en Boston River de la Primera División. Es primo del exfutbolista Fabián O'Neill.

## Trayectoria
Jairo O'Neil se formó en las inferiores de Peñarol y en 2021 fue promovido al plantel profesional, firmando además su primer contrato. Al año siguiente hizo su debut con la camiseta del Carbonero pero en julio quedó libre al no renovar su vínculo con el club.
En agosto del 2022 viajó a Argentina para sumarse a los entrenamientos de Unión de Santa Fe, pero por problemas con su club de origen no pudo firmar contrato y se mantuvo el resto del año sin tener actividad oficial.
A principios del 2023 hizo la pretemporada con el plantel profesional e incluso sumó minutos de manera amistosa, pero la llegada del colombiano Yeison Gordillo completó el cupo de extranjeros y lo dejó sin lugar, por lo que regresó a Uruguay y se transformó en refuerzo de Fénix. Luego de un semestre en el fútbol charrúa, volvió a Argentina para esta vez sí sumarse de manera oficial a Unión.

## Estadísticas
- Actualizado al 28 de junio de 2025

| Club                   | Div.                | Temporada           | Liga | Liga | Copa Nacional | Copa Nacional | Copa Internacional | Copa Internacional | Total | Total |
| Club                   | Div.                | Temporada           | PJ   | G    | PJ            | G             | PJ                 | G                  | PJ    | G     |
| ---------------------- | ------------------- | ------------------- | ---- | ---- | ------------- | ------------- | ------------------ | ------------------ | ----- | ----- |
| Peñarol · Uruguay      | 1.ª                 | 2021                | 0    | 0    | -             | -             | -                  | -                  | 0     | 0     |
| Peñarol · Uruguay      | 1.ª                 | 2022                | 4    | 0    | -             | -             | 1                  | 0                  | 5     | 0     |
| Peñarol · Uruguay      | Total               | Total               | 4    | 0    | -             | -             | 1                  | 0                  | 5     | 0     |
| Fénix · Uruguay        | 1.ª                 | 2023                | 11   | 0    | -             | -             | -                  | -                  | 11    | 0     |
| Fénix · Uruguay        | Total               | Total               | 11   | 0    | -             | -             | -                  | -                  | 11    | 0     |
| Unión Argentina        | 1.ª                 | 2023                | -    | -    | 0             | 0             | -                  | -                  | 0     | 0     |
| Unión Argentina        | Total               | Total               | -    | -    | 0             | 0             | -                  | -                  | 0     | 0     |
| Argentinos Argentina   | 1.ª                 | 2024                | -    | -    | 0             | 0             | 0                  | 0                  | 0     | 0     |
| Argentinos Argentina   | Total               | Total               | -    | -    | 0             | 0             | 0                  | 0                  | 0     | 0     |
| Sud América · Uruguay  | 2.ª                 | 2024                | 6    | 0    | -             | -             | -                  | -                  | 6     | 0     |
| Sud América · Uruguay  | Total               | Total               | 6    | 0    | -             | -             | -                  | -                  | 6     | 0     |
| Boston River · Uruguay | 1.ª                 | 2025                | 14   | 0    | -             | -             | 2                  | 0                  | 16    | 0     |
| Boston River · Uruguay | Total               | Total               | 14   | 0    | -             | -             | 2                  | 0                  | 16    | 0     |
| Total en su carrera    | Total en su carrera | Total en su carrera | 35   | 0    | 0             | 0             | 3                  | 0                  | 38    | 0     |